# Fort Madison Toll Bridge
Die Fort Madison Toll Bridge, auch Fort Madison Bridge, ist eine Doppelstockbrücke für den Eisenbahn- und Straßenverkehr über den Mississippi River. Sie verbindet Fort Madison im US-Bundesstaat Iowa mit Niota in Illinois und führt auf den oberen Ebenen zwei Fahrstreifen der Illinois State Route 9 sowie auf der unteren Ebene zwei Gleise der BNSF Railway. Die Benutzung ist auf Straßenfahrzeuge bis 7,2 Tonnen begrenzt und in Richtung Illinois mautpflichtig, worauf das Wort toll im Namen hinweist (englische Bezeichnung für Maut).
Eine erste kombinierte Eisenbahn- und Straßenbrücke entstand hier 1887 durch die Atchison, Topeka and Santa Fe Railway (AT&SF). Die eingleisige Fachwerkbrücke mit Drehbrücke führte damals die Fahrbahnen auf Auslegern an ihren Außenseiten. Mit der Entwicklung immer leistungsstärkerer und somit schwererer Dampflokomotiven Anfang des 20. Jahrhunderts kam die Brücke zunehmend an ihre Belastungsgrenze und die AT&SF entschied sich Mitte der 1920er Jahre für einen zweigleisigen Neubau, der bis 1927 als Doppelstockbrücke ausgeführt wurde. Die integrierte Drehbrücke hatte bis zum Bau der neuen El-Ferdan-Brücke 2001 den längsten drehbaren Brückenträger der Welt. Die AT&SF ging 1995 in der BNSF Railway auf, die die seit 1927 nahezu unveränderte Brücke als Teil ihrer transkontinentalen Hauptstrecke zwischen Südkalifornien und Chicago für den Schienengüterverkehr betreibt. Zudem verkehrt der Amtrak-Fernzug Southwest Chief über die Brücke.

## Geschichte

### Erste Brücke 1887
Die Atchison, Topeka and Santa Fe Railway (AT&SF) hatte ihre Anfänge im Zentrum der USA, wo 1859 eine Verbindung der namensgebenden Städte Atchison und Topeka im Bundesstaat Kansas in Angriff genommen wurde. Bis Mitte der 1880er Jahre expandierte die Gesellschaft westwärts nach Kalifornien und südwärts bis zum Golf von Mexiko. Kansas City am Missouri River war die nördliche Grenze des Streckennetzes und Hauptumschlagpunkt der AT&SF mit den nordöstlichen Eisenbahnnetzen. Mit der Expansion anderer Gesellschaften nach Kansas Anfang der 1880er Jahre setzte der damalige Präsident der AT&SF William Barstow Strong (1881–1889) auf den Ausbau des eigenen Streckennetzes von Kansas nach Chicago. Strong wollte mit seinem Chefingenieur Albert A. Robinson die direkte und schnellste Verbindung nach Chicago schaffen. Strong erwarb dazu 1886 in Illinois die Chicago and St. Louis Railway zwischen Chicago und Pekin und gründete die Tochtergesellschaft Chicago, Santa Fe and California Railway. Dann ließ er von Robinson den Streckenverlauf der neuen Eisenbahnverbindung planen, die über 500 Kilometer von Kansas City nach Streator nahezu entlang der Luftlinie verlaufen sollte (daher auch als Airline bezeichnet).

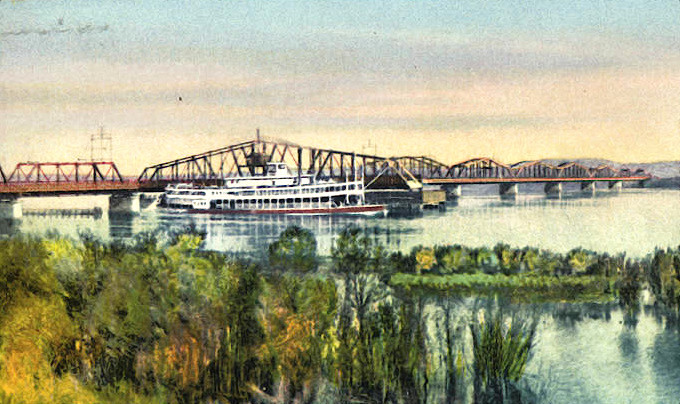
Fort Madison Bridge der AT&SF auf einer Postkarte aus den 1900er Jahren

Die beiden größten Brücken waren über den Missouri in Sibley (Sibley Railroad Bridge) und den Mississippi in Fort Madison nötig. Robinson engagierte dafür den Bauingenieur und späteren Luftfahrtpionier Octave Chanute, der 1869 schon die Hannibal Bridge in Kansas City errichtet hatte. Nach den Vorgaben des War Departments durfte der Schiffsverkehr auf den beiden Flüssen nicht behindert werden, was Chanute bei der Mississippibrücke durch eine Drehbrücke gewährleistete. Zudem bedingte die Konzession für den Bau eine gleichzeitige Nutzung für den Straßenverkehr, wofür an den Außenseiten von Auslegern getragene Fahrbahnen vorgesehen waren.
Im Zuge der Streckenplanung für die Chicago, Santa Fe and California Railway wurden ab 1883 Untersuchungen zum Brückenstandort in Fort Madison durchgeführt und Konstruktionspläne erstellt. Der Bau der Fachwerkbrücke dauerte einschließlich der Errichtung der Strompfeiler nur neun Monate von März bis Dezember 1887. Das insgesamt 903 Meter lange Bauwerk bestand aus sieben Fachwerkträgern von 46 bis 84 Meter Länge und einer 122 Meter langen Drehbrücke gleicher Bauart über der Schifffahrtsrinne (entspricht in etwa dem Verlauf der Grenze zwischen den Bundesstaaten). Abgeschlossen wurde es durch eine Trestle-Brücke aus Holz für die Zufahrt auf der Illinois-Seite. Darauf folgte noch ein etwa 500 Meter langer Bahndamm über die Flussinsel Doerr’s Island zum Illinois-Ufer.

### Doppelstockbrücke 1927

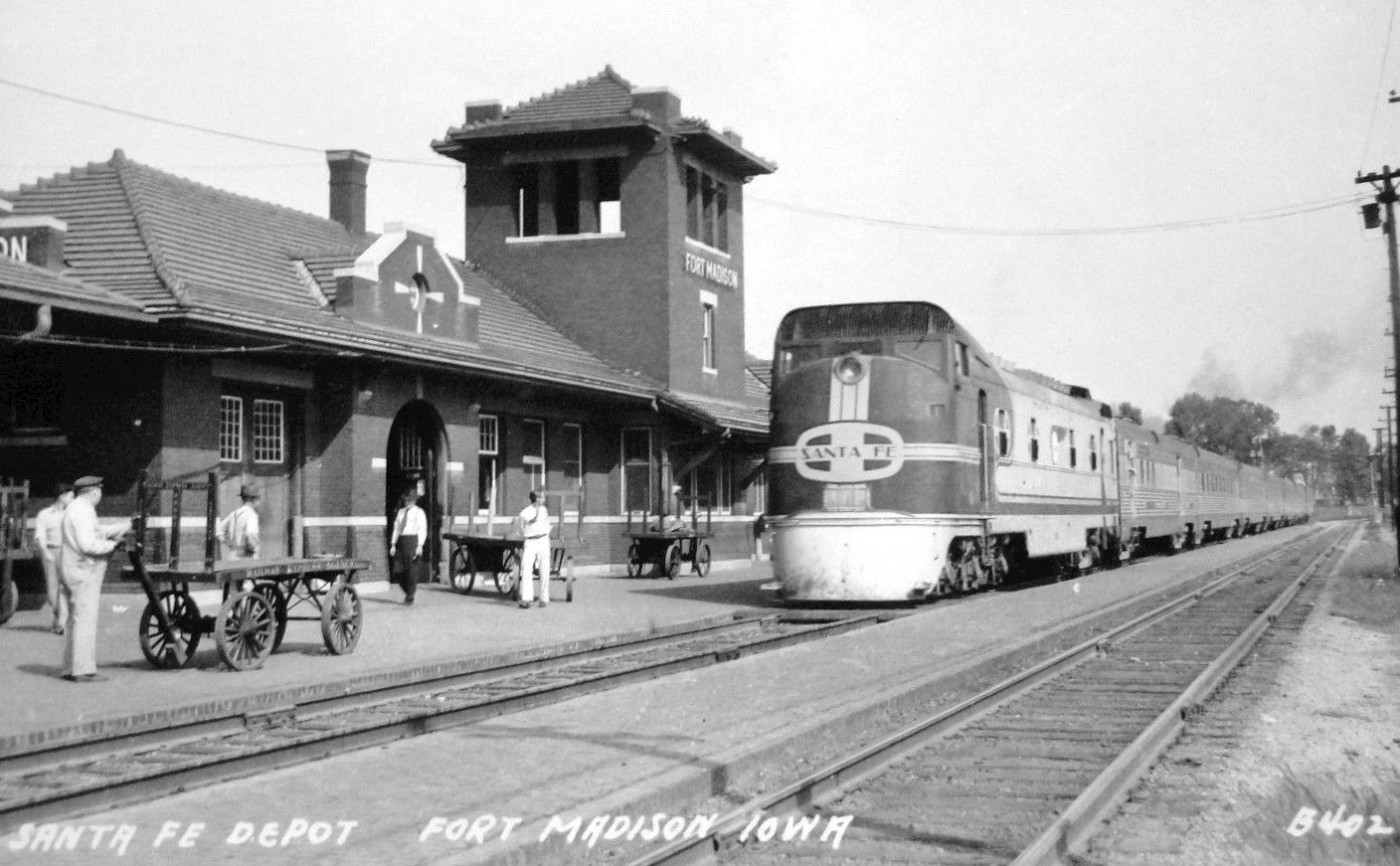
Bahnhofsgebäude der AT&SF in Fort Madison Anfang der 1940er Jahre

Der Bau der Brücke förderte die Entwicklung von Fort Madison, dessen Einwohnerzahl sich bis 1920 auf über 12.000 fast verdreifachte. Mit der Zunahme des Verkehrs auf der wichtigen Hauptstrecke der AT&SF entstanden hier 1910 ein großes Bahnhofsgebäude und später auch ein Güter- und Betriebsbahnhof sowie ein Büro des Kurier-Express-Paket-Dienstes Railway Express Agency (der Gebäudekomplex wurde 1992 ins National Register of Historic Places aufgenommen). Während der Präsidentschaft von Edward Payson Ripley (1896–1920) modernisierte die AT&SF die Hauptstrecke zwischen Chicago und Südkalifornien und baute sie teilweise zweigleisig aus. Da Anfang des 20. Jahrhunderts die Dampflokomotiven immer leistungsstärker und schwerer wurden, mussten im Rahmen der Modernisierung auch viele der Brücken durch Konstruktionen für höhere Traglasten ersetzt werden. Das geschah unter anderem unter der Leitung des Brückeningenieurs der AT&SF Albert F. Robinson, der in den 1910er Jahren die neue Sibley Railroad Bridge für den Abschnitt zwischen Kansas City und Chicago entwarf und ein Jahrzehnt später die neue Brücke in Fort Madison.

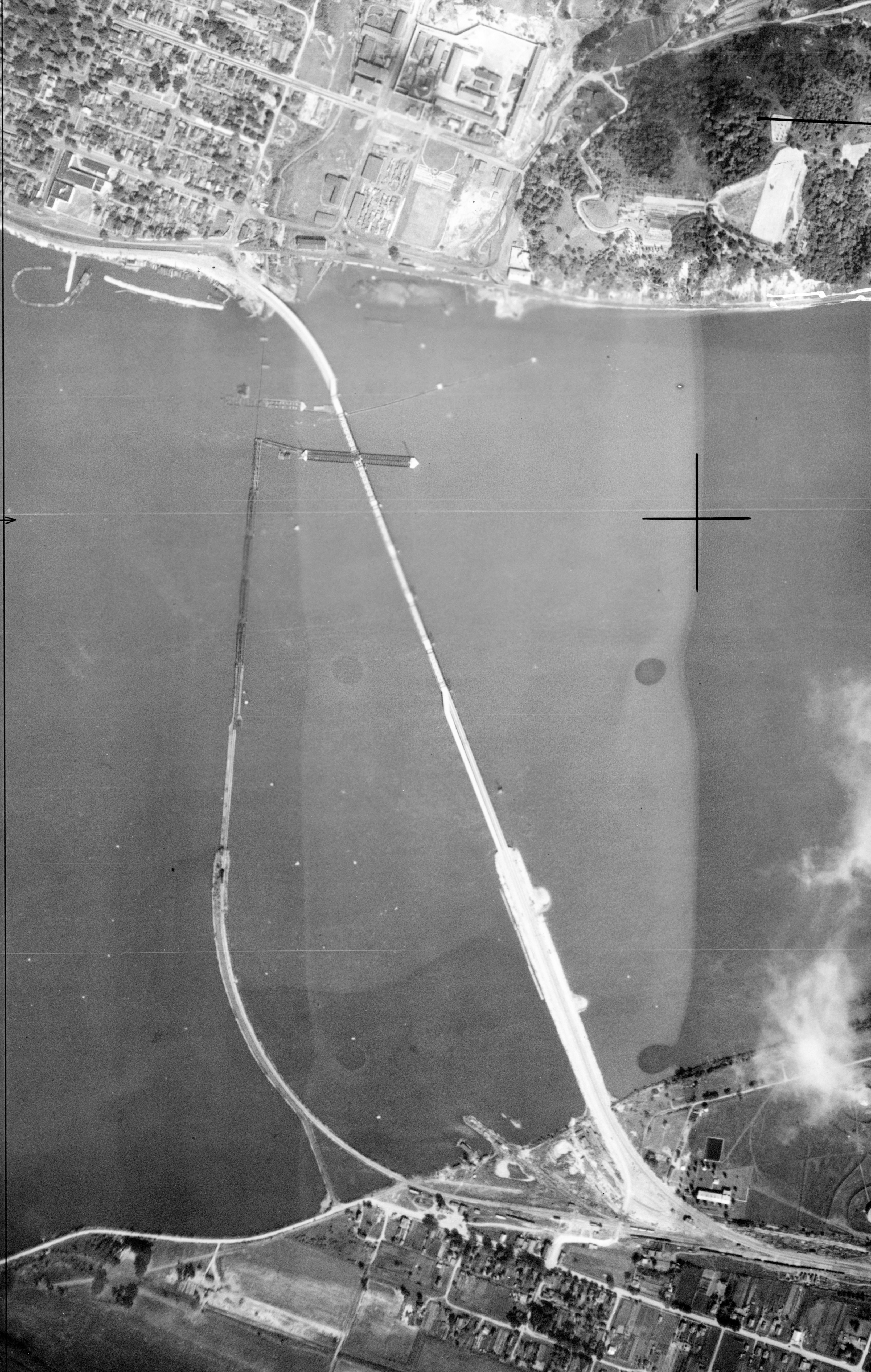
Luftaufnahme vom September 1927, die neue Brücke wurde im Juli fertiggestellt; die alte Brücke schon tlw. zurückgebaut (oben)

Für den Neubau über den Mississippi konstruierte er mit seinem Team eine zweigleisige Doppelstockbrücke, die im Gegensatz zur alten Brücke die Straße auf einer separaten oberen Ebene über den Fluss führt. Da die Bahnstrecke in der Umgebung des Brückenstandortes dem Flusslauf des Mississippi folgt und die alte Brücke von 1887 senkrecht zur Stromrichtung lag, war an der Iowa-Zufahrt eine enge Kurve von nahezu 90° nötig. Robinson entschied sich zur Reduzierung des Kurvenradius für eine Trassierung mit einem Winkel von 65° zwischen Brückenachse und Stromrichtung, bei gleichem Startpunkt der Bauwerke am Iowa-Ufer. Dadurch war es zudem möglich, die alte Brücke vorerst weiter zu betreiben. Allerdings verlängerte sich die Flussquerung um über 100 Meter und bedurfte der Aufschüttung eines neuen Bahndamms über die Schwemmebene auf der Illinois-Seite. Besonderheit der neuen Fachwerkbrücke war die integrierte Drehbrücke, die mit 160 Meter Länge den damals längsten drehbaren Brückenträger der Welt hatte und erst 2001 von der neuen El-Ferdan-Brücke über den Sueskanal in Ägypten übertroffen wurde. Zwischen 1910 und 1913 wurde etwa 35 Kilometer flussabwärts die Staustufe Lock and Dam No. 19 in Keokuk errichtet, wodurch sich der Wasserstand am Brückenstandort um drei Meter erhöhte. Trotz Erhöhung der Steigungen der Zufahrten auf 4 ‰ hat die neue Brücke nur eine lichte Höhe von drei Metern, was sie aufgrund der Konstruktionshöhe der Fachwerkträger von etwa 18 Metern sehr tief liegend erscheinen lässt. Die Union Bridge and Construction Company aus Kansas City begann im April 1925 mit den Bauarbeiten an den Brückenpfeilern; den Überbau errichtete die American Bridge Company bis Juli 1927.

### Übernahme durch die BNSF Railway 1995
| Chicago |

| Fort Madison |

| Kansas City |

| Albuquerque |

| Flagstaff |

| Los Angeles |

| San Diego |

| Amarillo |

| Wellington |

Mit dem Ausbau des Straßennetzes in den USA verlagerte sich der Personen- und Güterverkehr von der Eisenbahn zunehmend auf die Straße, was ab den 1960er Jahren die großen Bahnnetze in Nordamerika immer unrentabler machte und in der Folgezeit zu mehreren Insolvenzen und Fusionen der Eisenbahngesellschaften führte. Um sich breiter über weitere Wirtschaftsbereiche aufzustellen, wurde 1967 die Holdinggesellschaft Santa Fe Industries gegründet.
Nach einer gescheiterten Fusion mit der Southern Pacific Company zur Santa Fe Pacific Corporation wurde die AT&SF 1995 mit der Burlington Northern Railroad zur heutigen BNSF Railway (Burlington Northern and Santa Fe Railway) vereinigt. Anfang der 1990er-Jahre begann die AT&SF mit dem umfassenden zweigleisigen Ausbau der noch verbliebenen etwa 800 Kilometer eingleisiger Abschnitte auf der Strecke zwischen Südkalifornien und den Großen Seen, den die BNSF fortführte. Sie zählt heute zu den wichtigsten transkontinentalen Eisenbahnverbindungen der USA und wird als Southern Transcon bezeichnet. Die BNSF betreibt nur noch Schienengüterverkehr, der Personenverkehr in den USA wurde bis Anfang der 1980er Jahre vollständig von der 1971 gegründeten National Railroad Passenger Corporation übernommen, bekannt unter dem Markennamen Amtrak. Den über die Brücke verkehrenden Fernzug Super Chief der AT&SF betrieb Amtrak weiter, ab 1974 als Southwest Limited und ab 1984 unter dem Namen Southwest Chief. Das große Bahnhofgebäude in Fort Madison wurde 1968 geschlossen und an die Stadt veräußert. Nach einer ab den 2010er Jahren aus Hochwasserschutzgründen durchgeführten Erhöhung und Renovierung des Gebäudes dient es seit Dezember 2021 wieder seinem ursprünglichen Verwendungszweck und beherbergt die Amtrak-Station sowie ein Museum.
Die Brücke ist bis auf eine Erneuerung des Schiffsabweisers der Drehbrücke, der im März 1979 durch eine Schiffskollision beschädigt wurde, seit fast 100 Jahren unverändert und seit 1999 ins National Register of Historic Places aufgenommen. Mitte der 1990er Jahre gab es Bestrebungen, die Drehbrücke stillzulegen und durch eine Hubbrücke zu ersetzen. Der dafür geplante Austausch von zwei der angrenzenden Einfeldträger wurde aber nicht umgesetzt. Seit Anfang der 2020er Jahre werden Alternativen für die obere Straßenebene geprüft, die 2008 auf Fahrzeuge bis 7,2 Tonnen begrenzt werden musste und infolge der an den Zufahrten zur Trennung der Verkehrswege nötigen engen S-Kurven von längeren Lastkraftwagen nicht benutzt werden kann. Dabei wird sowohl der Neubau einer separaten Straßenbrücke als auch die Modifikation der vorhandenen Zufahrten geprüft. Das durchschnittliche tägliche Verkehrsaufkommen über die Brücke lag 2018 bis 2020 bei 60 Zügen und 2500 Straßenfahrzeugen, wobei für die Drehbrücke etwa 2000 Öffnungen pro Jahr verzeichnet wurden.

## Beschreibung

### Gesamtüberblick
Zentrales Element der Fort Madison Toll Bridge ist eine 492 m lange Fachwerkbrücke. Diese gliedert sich von Nord nach Süd in eine Drehbrücke mit 160 m und vier Einfeldträger mit 82 m Länge. Alle Träger sind als spezielle parallelgurtige Ständerfachwerke ausgeführt, bei denen zur Verwirklichung einer höheren Traglast zusätzliche Pfosten und zusätzlichen Längs- und Querverstrebungen im unteren Bereich integriert sind, wodurch die Fachwerkfelder nochmals unterteilt und verstärkt werden (Baltimore truss). Die Gleisebene wird in Höhe der Untergurte und die Straßenebene etwa 7 m darüber geführt. Die Mittelachsen der 18 m hohen Fachwerke haben einen Abstand von 10 m, die lichte Breite für die Verkehrswege beträgt etwa 9 m.
Die Zufahrten für beide Ebenen bestehen aus Vollwandträgern. Auf der Nordseite in Iowa gliedern sie sich in zehn Brückenfelder zwischen 25 m und 31 m Länge und beschreiben hier eine Kurve nach Westen. Auf der Südseite sind es in gerader Linie neun Felder mit rund 31 m Länge, an die sich ein etwa 500 m langer Bahndamm zum Illinois-Ufer anschließt. Das insgesamt 1020 m lange Bauwerk aus 13.500 t Stahl ruht auf 24 Pfeilern und den beiden Widerlagern, die alle aus Stahlbeton bestehen. Die Strompfeiler der Fachwerkbrücke wurden mit Senkkästen errichtet und reichen bis in Tiefen von 22 m unterhalb der Wasseroberfläche (Wassertiefe im Bereich der Fahrrinne liegt bei 9–12 m). Die Pfeiler der Zufahrten sind durch Pfahlgründung im Flussbett verankert. Die übereinanderliegenden Ebenen der Doppelstockbrücke werden jeweils bei einem Brückenfeld der Zufahrten getrennt und verlaufen dann nebeneinander bis zum jeweiligen Widerlager, wobei die Steigung bzw. das Gefälle der Straßenebene nach der Trennung 4–5 % beträgt. Damit die Straße die jeweils abbiegenden Gleise nicht kreuzen muss, verläuft sie nach der Trennung zum Iowa-Ufer hin östlich der Gleisebene und zum Illinois-Ufer hin westlich davon. Im Gegensatz zur Fachwerkbrücke beträgt die lichte Breite für die Fahrbahn auf den Zufahrten nur etwa 7 m. Die Mautstation befindet sich daher zwischen den Fahrstreifen im Kontrollhaus der Drehbrücke, wo die lichte Breite insgesamt 2 m größer ist. Auf der Gleisebene verlaufen die Mittelachsen der Normalspurgleise in einem Abstand von 4,3 m.

### Drehbrücke

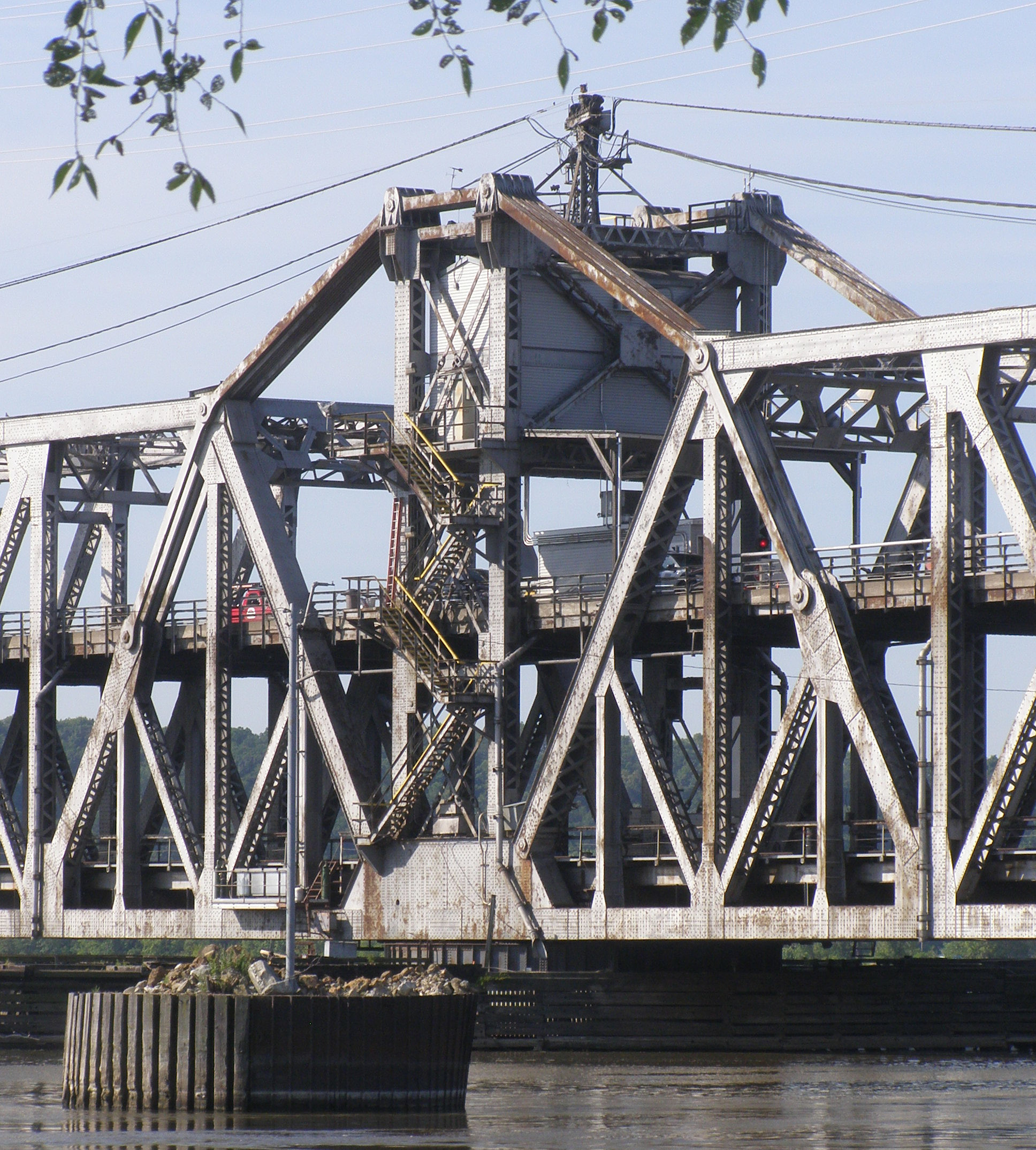
Mittelteil der Drehbrücke, im oberen Teil die ausschließlich auf Zug belasteten Augenstäbe, 2012

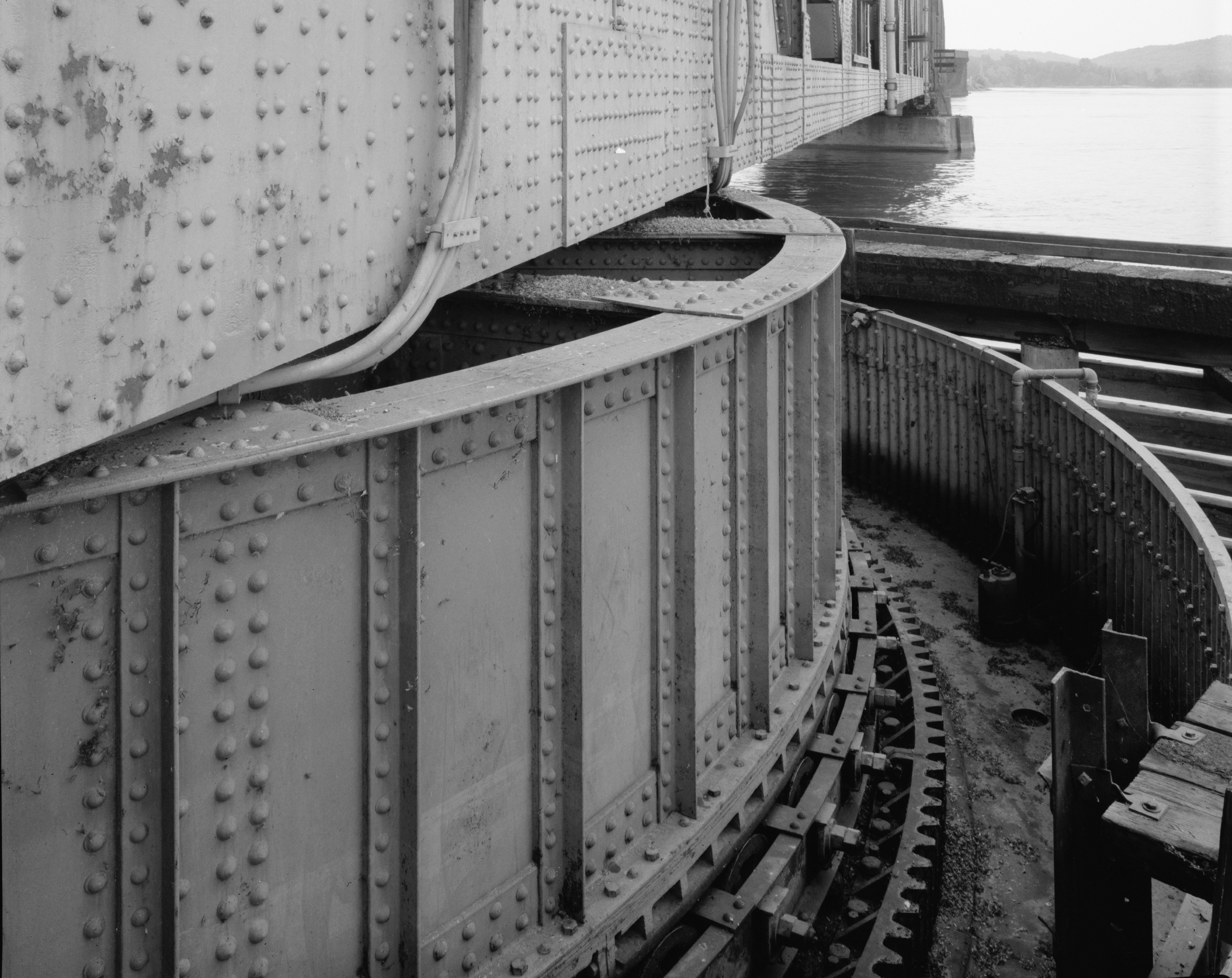
Trommel und Rollenkranzlager unter dem Träger der Drehbrücke

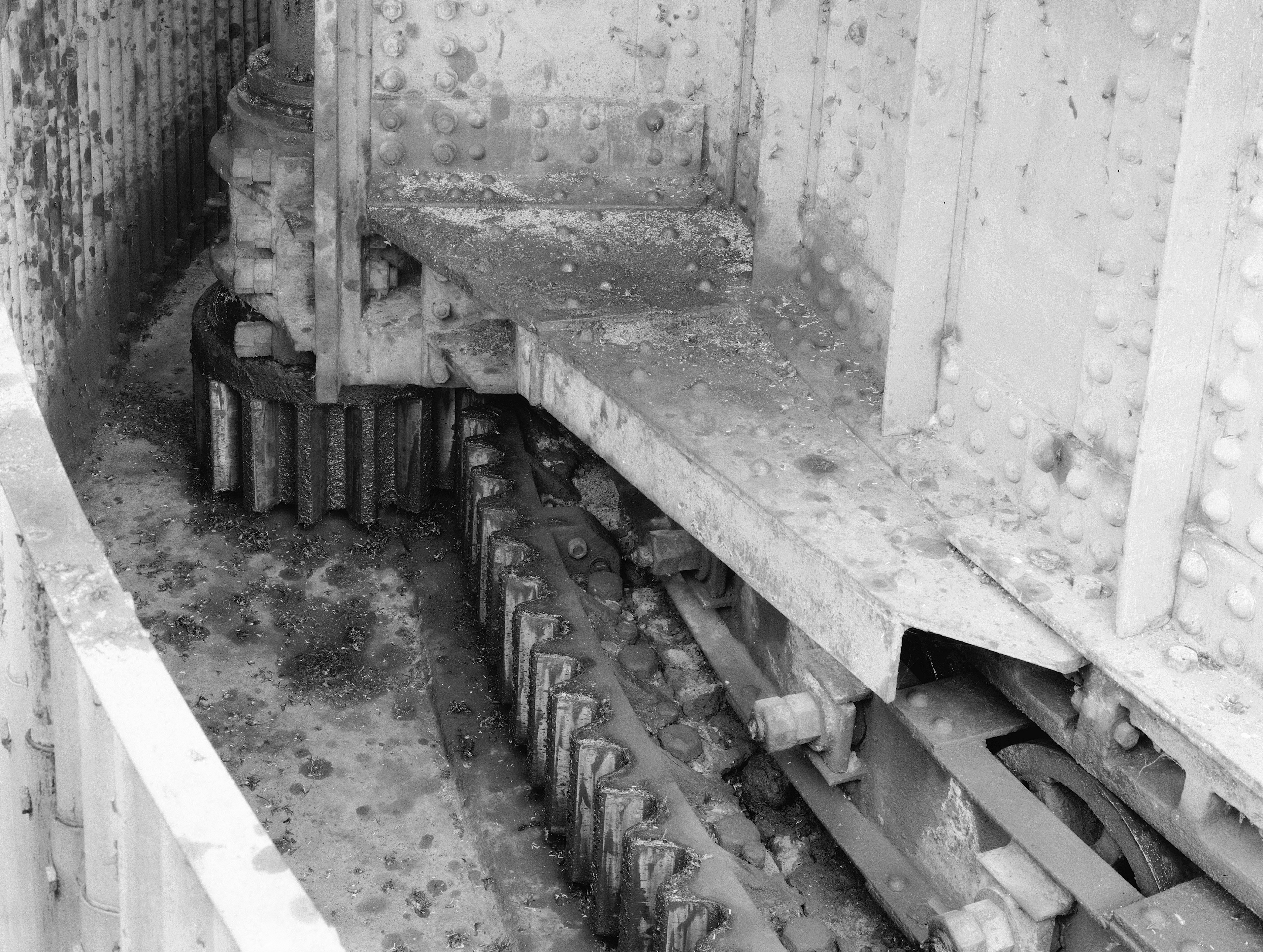
Links eines der Zahnräder am Ende der vier Antriebsstränge

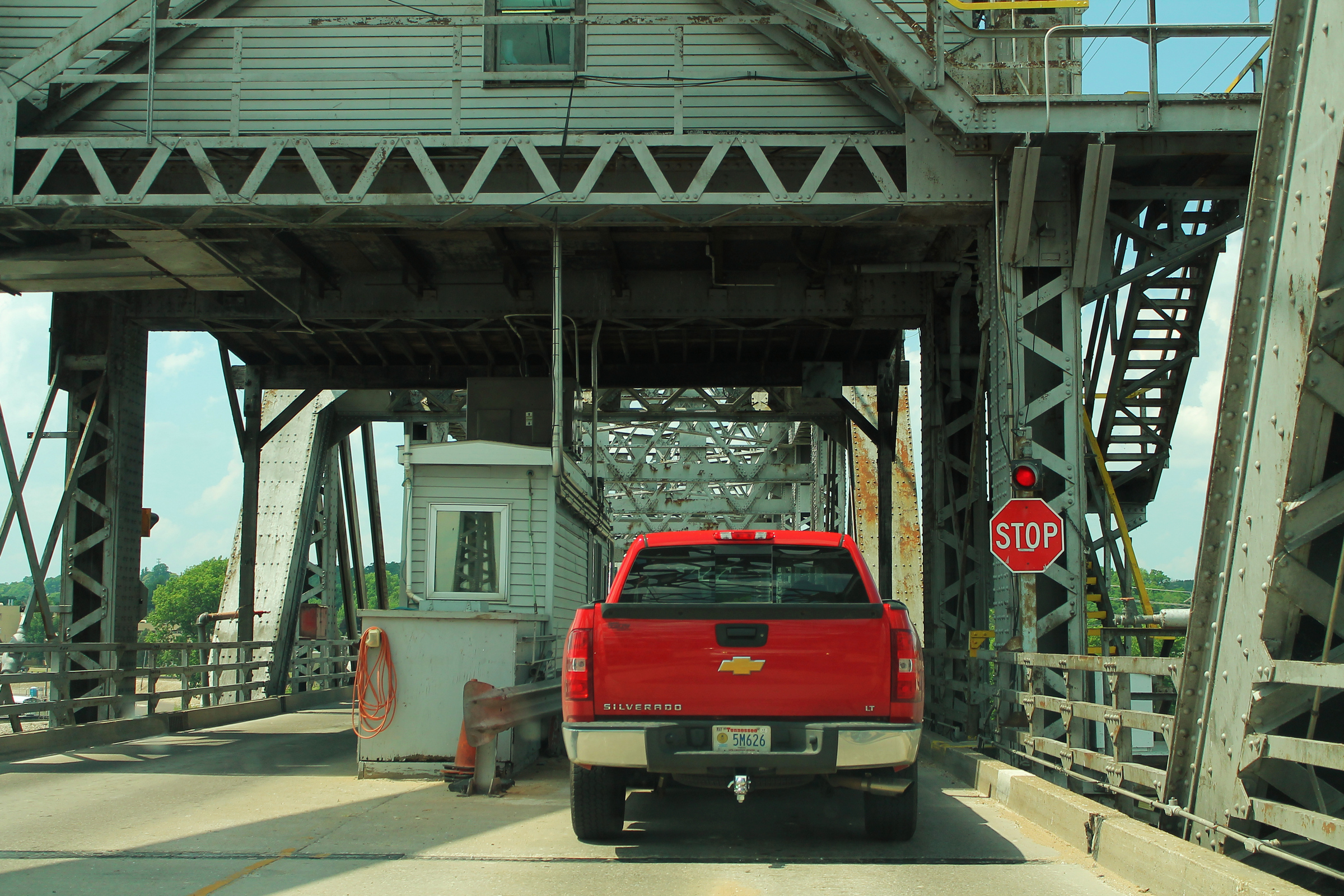
Mautstation und Kontrollhaus der Drehbrücke (Straßenebene innerhalb des Fachwerkturms, 2016)

Der etwa 5000 t schwere und 160 m lange Fachwerkträger der Drehbrücke ist auf einem kombinierten Mittel- und Rollenkranzlager gelagert und wird von einem runden Strompfeiler mit einem Durchmesser von 14 m getragen, der wiederum auf einem quadratischen Fundament mit Seitenlängen von 16 m × 16 m steht. Das Rollenkranzlager – ein Wälzlager – hat einen Durchmesser von knapp 13 m und trägt eine Trommel des gleichen Durchmessers aus Vollwandträgern. Der Rollenkranz besteht aus 72 Stahlrollen mit einem Durchmesser von 51 cm. Er wird durch 8 radial zum Mittellager verlaufende Streben in Position gehalten und ist hier ebenfalls rotierbar gelagert. Der innere Aufbau des Mittellagers – ein Gleitlager – besteht aus drei horizontal liegenden und übereinander angeordneten Metallscheiben. Die obere und untere Scheibe aus Stahl dienen als Lagerschalen und haben nach innen zeigende konkave Flächen, zwischen denen sich eine geschmierte beidseitig konvexe Scheibe aus Phosphorbronze befindet. Die beiden unteren Scheiben haben einen Durchmesser von je 1,2 m und die 16 radial zum Zentrum verlaufenden Streben der Trommel liegen auf der Oberseite der oberen, etwas größeren Lagerschale auf (zum Aufbau eines Mittellagers einer ähnlichen Doppelstockbrücke siehe unter I Street Bridge). Vergleichbar ist der Aufbau mit zwei übereinander liegenden Rädern, wobei der Rollenkranz (unten) und die Trommel (oben) die Felgen, die Streben die Speichen und das Mittellager die Nabe bzw. die Achse darstellen.
Diese Lagerkombination wurde wegen der gewaltigen Masse des Fachwerkträgers gewählt, wobei die Auflagerung des Trägers auf der Trommel so ausgeführt ist, dass ein Drittel der Masse auf das Mittellager und zwei Drittel auf den Rollenkranz einwirken. Auf dem Pfeiler liegt oben zusätzlich ein Stahlring auf, der außen als Zahnkranz ausgeführt ist. Vier Elektromotoren wirken über Getriebe auf vier an der Trommel angebrachte Zahnräder ein, die die Drehung des Fachwerkträgers durch Entlanglaufen am Zahnkranz ermöglichen. Die beiden auf der Trommel angebrachten Verbindungselemente der Untergurte waren mit fast 60 t die schwersten vorgefertigten Bauteile und tragen den mittleren Fachwerkturm. Über diesem sind die Obergurte der beiden Hälften mit 6 ×10 Augenstäben verbunden, wobei es sich um ausschließlich auf Zug belastete Tragglieder handelt, die die Last der beiden Hälften im geöffneten Zustand aufnehmen. Da die Brückenachse unter einem Winkel von 65° zur Stromrichtung liegt, stehen die äußeren Strompfeiler der Drehbrücke ebenfalls unter einem Winkel von 65° und der Träger der Drehbrücke sowie die angrenzenden Träger wurden entsprechend trapezförmig ausgeführt. Die Grundfläche der Drehbrücke ist ein Parallelogramm, sodass die Brücke nur in einer Richtung (linksdrehend, entgegen Uhrzeigersinn) geöffnet werden kann. Der Schiffsverkehr hat immer Vorrang und die dafür nötige Unterbrechung der anderen Verkehrswege liegt in der Regel bei 15–20 min. Der Pfeiler der Drehbrücke hat zusätzlich parallel zur Stromrichtung beidseitig einen Holzsteg, der jeweils am Ende mit einem Schiffsabweiser versehen ist und als Schutz des Pfeilers vor Eisgang und des geöffneten Fachwerkträgers vor Schiffskollisionen dient.